# کپسول گاز

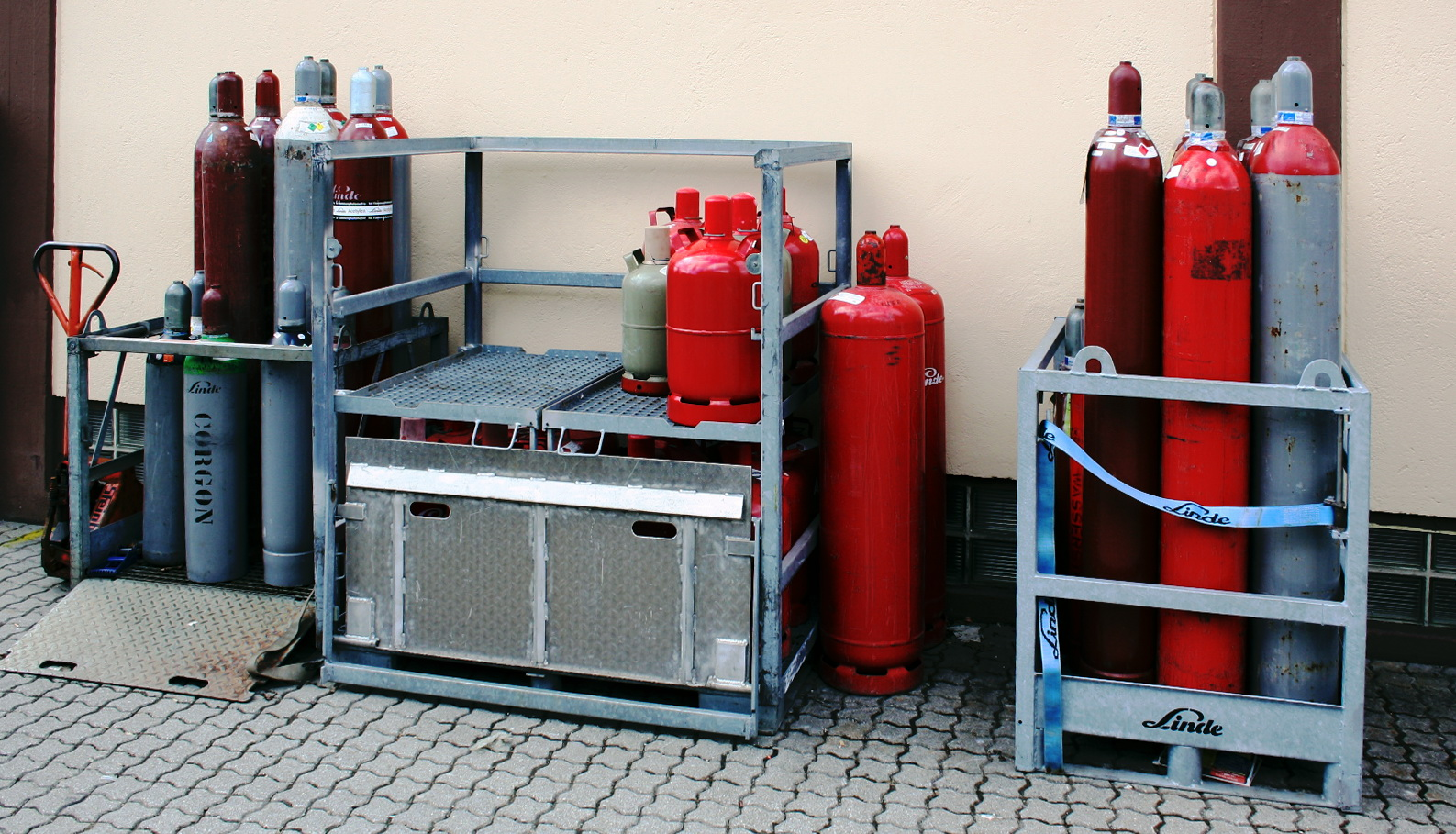
کپسول گاز در سایز های مختلف

کپسول گاز یا سیلندر گاز (به انگلیسی: Gas cylinder) یک مخزن تحت فشار است که برای ذخیره و نگهداری گازها فراتر از فشار جو بکار گرفته می‌شود.
در ایالات متحده آمریکا گاهی به جای این واژه از بطری گاز که اشاره به ال‌پی‌جی دارد استفاده می‌شود.
بسته به خصوصیات فیزیکی محتویات درون سیلندر ممکن است محتویات ذخیره شده در حالت گاز فشرده، بخار روی مایع، سیال فوق بحرانی یا محلول در یک ماده باشد.